# Olimpo (musicista storico)
Olimpo (in greco antico: Ὄλυμπος?, Ólympos; fl. VII secolo a.C.) fu un musicista frigio.
Forse apparteneva a una famiglia di musicisti locali, e si diceva che discendesse da un altro Olimpo, vissuto in tempi mitologici, prima della guerra di Troia. Egli è posto da Plutarco a capo della musica auletica, come Terpandro stava a capo della citarodica. Per le sue invenzioni nell'arte, Plutarco assegna anche a lui, anziché a Terpandro, l'onore di essere il padre di musica greca. Per quanto riguarda la sua età, la Suda lo pone sotto re Mida, figlio di Gordio, ma questo non fornisce molte informazioni, perché questi erano alternativamente i nomi di tutti i re frigi al tempo di Creso. 
Potrebbe essere vissuto dopo Terpandro e prima di Thaletas, cioè tra la trentesima e la quarantesima Olimpiade, tra il 660 e il 620 a.C.. 
Sebbene di origine frigia, Olimpo deve essere annoverato tra i musicisti greci; tutti i resoconti, infatti, fanno della Grecia la scena della sua attività artistica, e aveva discepoli greci, come Crates e Hierax. Si può infatti ritenere che abbia esportato in Grecia la musica del flauto, che in precedenza era stata quasi peculiare della Frigia. Questa specie di musica ammetteva variazioni molto maggiori di quella della lira, facendo attribuire a Olimpo diverse nuove invenzioni, la più grande delle quali fu quella del terzo sistema o genere della musica, l'enarmonico. 
Dei brani particolari (Nomoi) attribuiti a lui, il più importante è stato il nomos Harmatios, composizione triste e appassionata, del ritmo del quale ci si può fare un'idea grazie a un passaggio delle Oreste di Euripide, che è stato impostato su di esso, come ci dice il passaggio stesso. Si dice che un lamento funebre in onore del Pitone ucciso sia stato suonato da Olimpo, a Delfi, con il flauto e nello stile lidio. Aristofane menziona una composizione funebre, impostato su più flauti di uno (xynaulia) come ben noto ad Atene, sotto il nome di Olimpo. Ma difficilmente si può supporre che la sua musica fosse tutta lugubre; il brano in onore di Atena, sarà stato, probabilmente, di carattere più allegro. Alcuni antichi scrittori gli attribuiscono il Nomos Orthios, che Erodoto attribuisce ad Arione.
Olimpo è stato un grande rinnovatore sia nel ritmo che nella musica. Per le due specie esistenti di ritmo, l'ison, in cui l'arsis e tesi sono uguali (come nel dattilo e nell'anapesto), e il diplasion, in cui l'arsis è due volte la lunghezza della tesi (come nel giambo e nel trocheo), ne aggiunse un terzo, l'emiolio in cui la lunghezza dell'arsis è uguale a due brevi sillabe, e quella della tesi a tre, come, nel piede cretico, i peoni, e il piede bacchico, sebbene vi sia qualche dubbio che l'ultima forma sia stata usata da Olimpo.
Non si fa menzione di poesie composte da Olimpo. Alcune ipotesi sostengono, tuttavia, che, vista la connessione inscindibile tra le prime composizioni musicali e poetiche, anche Olimpo abbia probabilmente aver composto poesia oltre che musica. Senza entrare in questa difficile ed ampia questione, è sufficiente osservare che, qualunque siano le parole originariamente collegate alla sua musica, furono sostituite dalle composizioni dei poeti successivi. Dei poeti lirici che adattarono le loro composizioni ai nomi dell'Olimpo, il capo era Stesicoro di Imera.